# 玛尔萨巴
31°42′18″N 35°19′52″E / 31.705°N 35.331°E

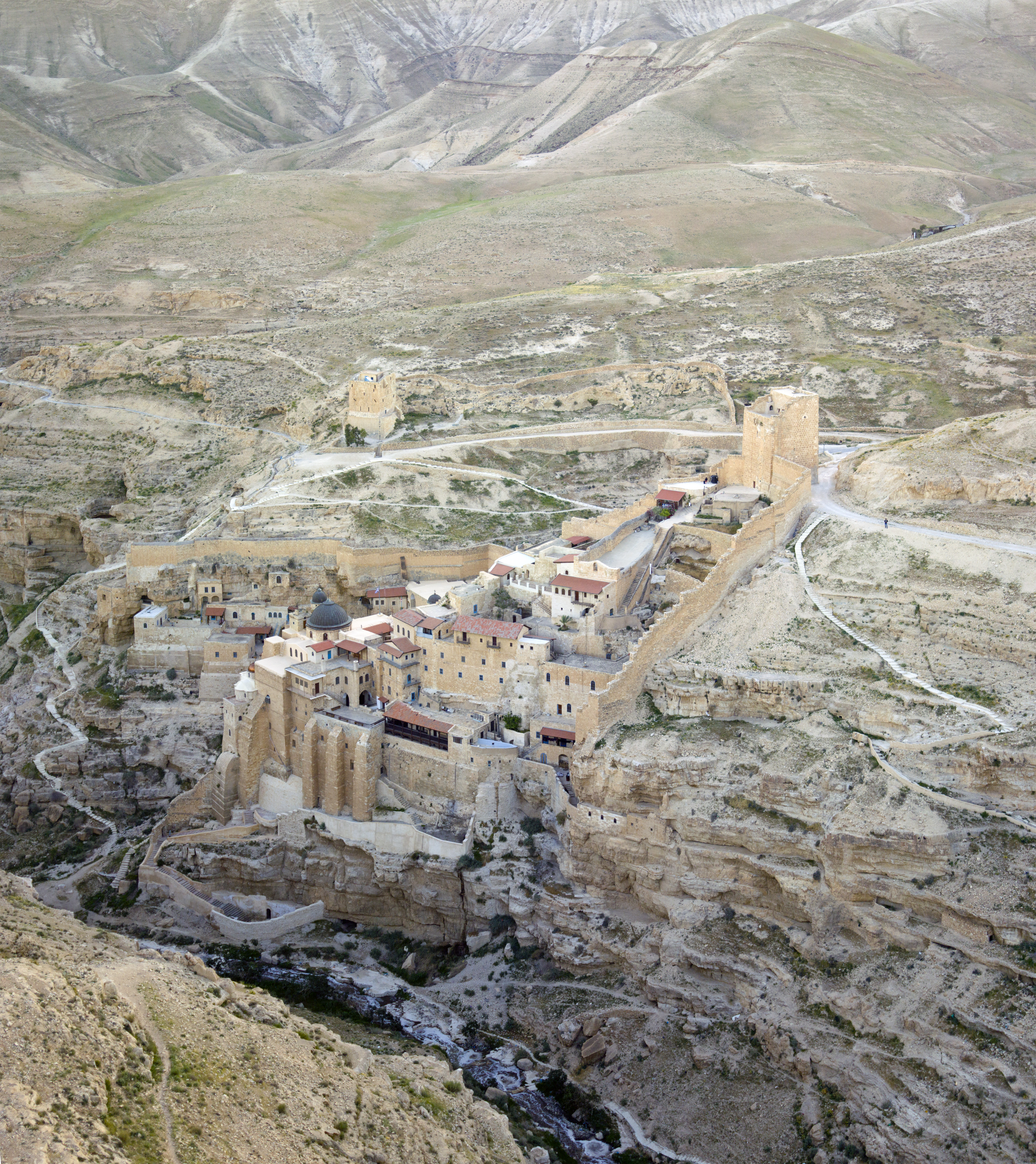

圣萨巴修道院（Holy Lavra of Saint Sabbas the Sanctified）阿拉伯语称为 玛尔萨巴 (Mar Saba；阿拉伯语：‎; 希伯來語：‎; Romanian: Sfântul Sava)，是巴勒斯坦西岸伯利恒省一个东正教修道院俯瞰汲沦谷在耶路撒冷旧城和死海中间。
萨巴建立修道院是在483年。今天，修道院约有20名修士。它被认为是世界上最古老的有人居住的修道院之一，仍然保留着许多古老的传统。特别是限制妇女进入。
修道院在每星期三和星期五（禁食日）对游客关闭。
修道院拥有圣萨巴的圣髑。玛尔萨巴偶尔被称为圣萨巴的修道院。 
圣像破坏运动关键人物大马士革的圣约翰（676 - 749年）他在726年左右写信给拜占庭皇帝利奥三世，驳斥他禁止崇拜圣像的命令。他曾担任穆斯林哈里发的高级财务官员。后来他感到更高的呼召，迁居到沙漠，进入玛尔萨巴修道院。圣约翰的坟墓位于修道院下的一个洞穴中。
修道院在东正教礼仪的历史发展中很重要，因为圣萨巴的礼仪通行于东正教和遵循拜占庭礼 的东方天主教会。耶路撒冷牧首制定了礼仪标准.从那里它传播到君士坦丁堡，然后遍及拜占庭世界。
传统说，这座修道院将是在耶稣基督第二次回归之前主办最后一次礼拜，因此是真正基督教的最后一个支柱。
萨巴的圣髑在12世纪被十字军夺取， 并留在意大利，直到保禄六世在1965年将他们送回了修道院，以示对东正教的善意。

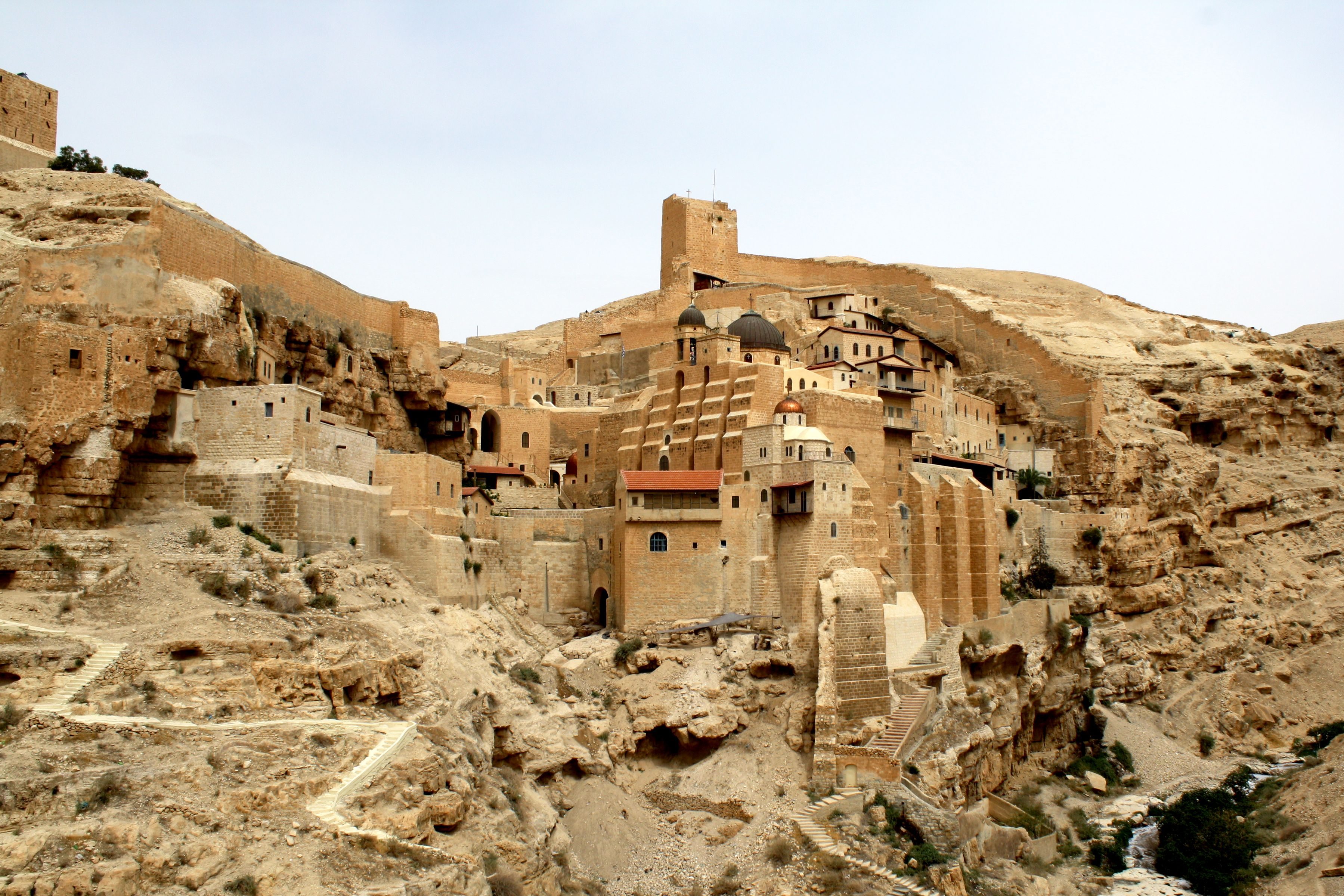
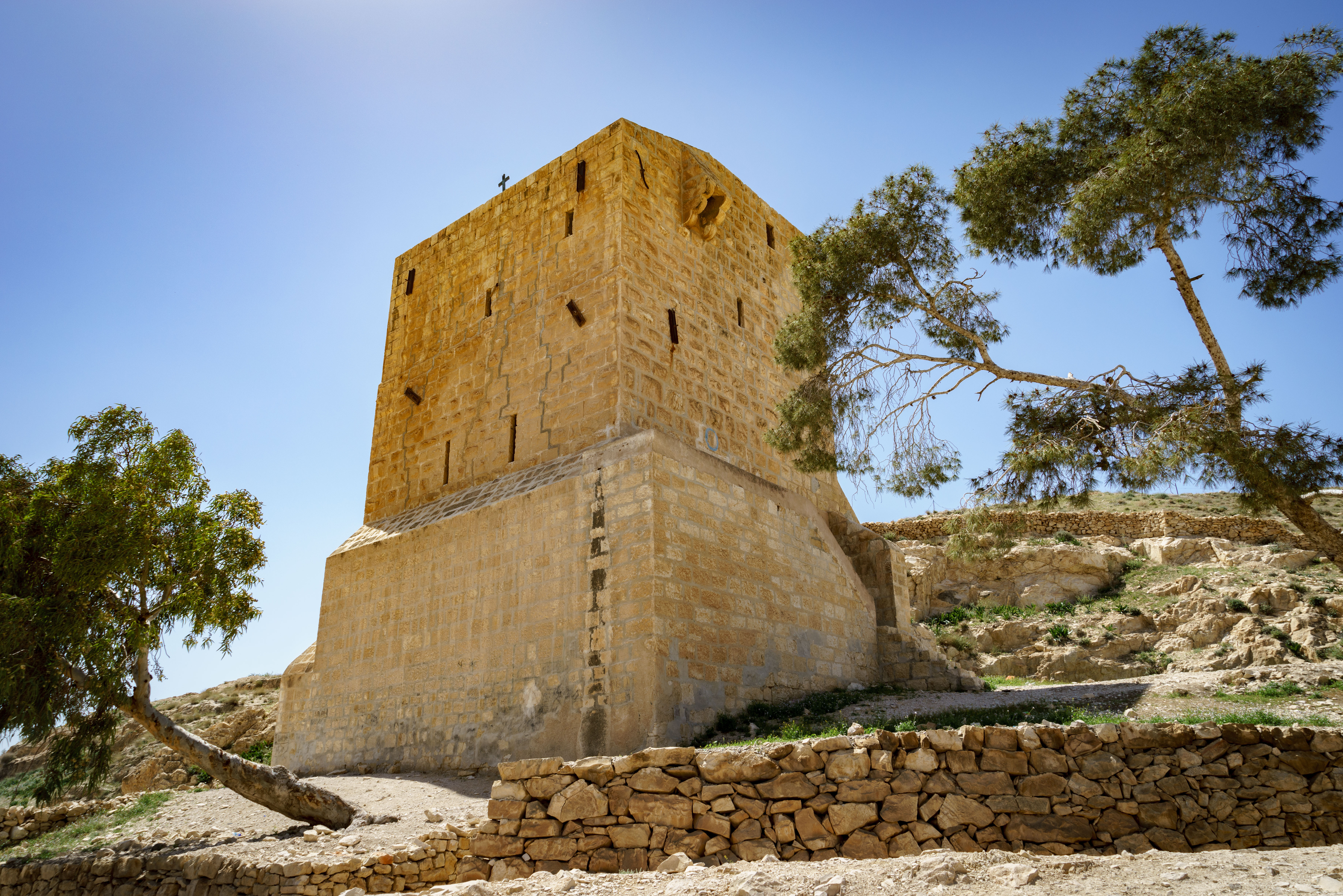
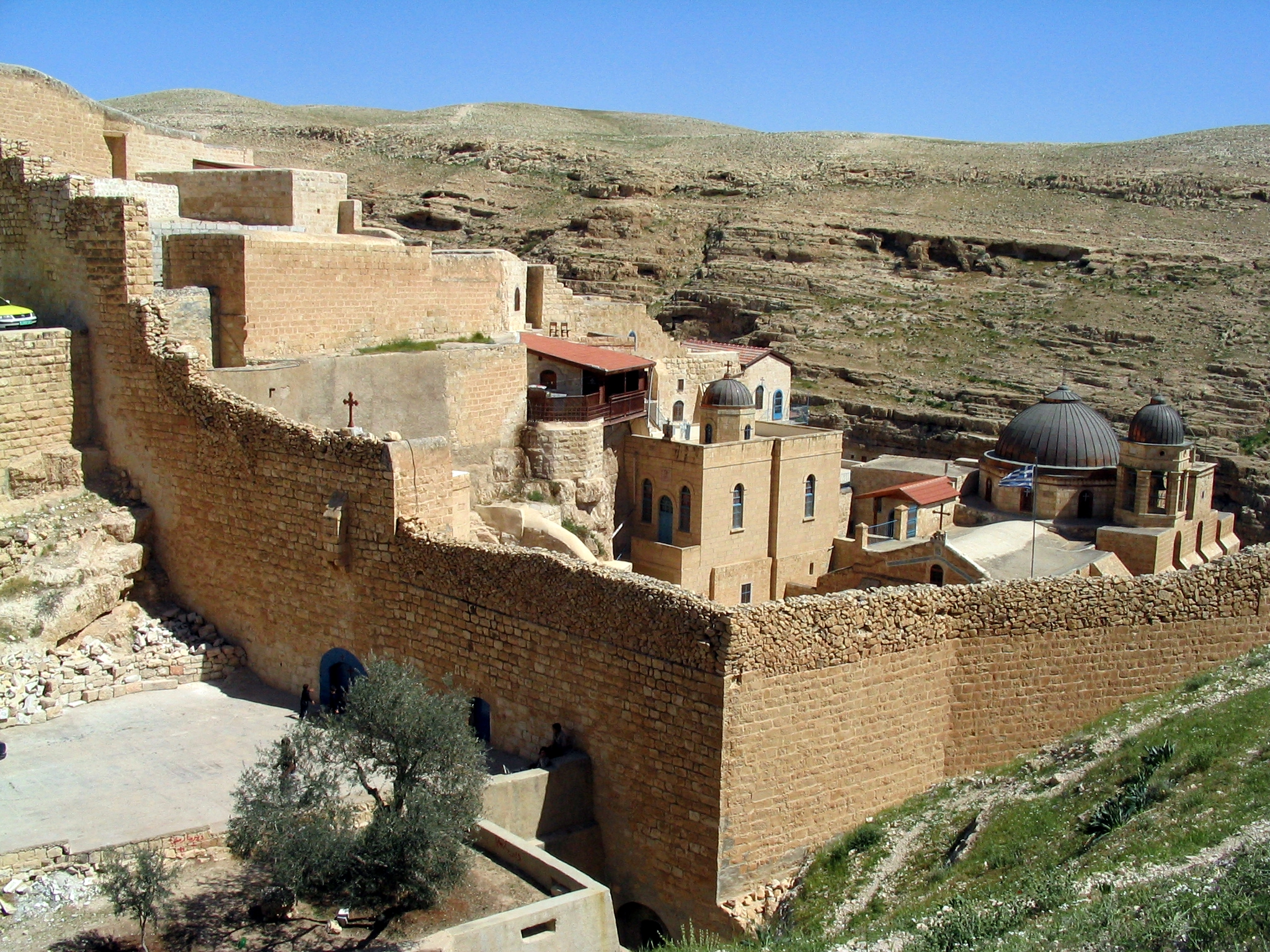
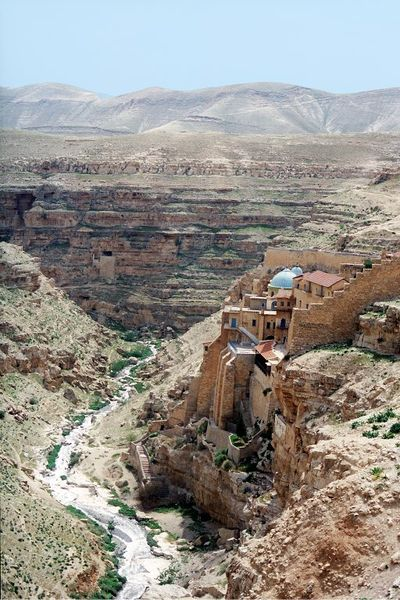